# Robin Lumsden
Robin Lumsden (* 30. August 1976 in Wien) ist ein österreichisch-amerikanischer Rechtsanwalt und Unternehmer. Er ist Honorarkonsul von Jamaika.

## Leben
Robin Lumsden wuchs als Sohn des jamaikanischen Tennisspielers Lance Lumsden in Wien und Niederösterreich auf. Seine Stiefmutter ist Chris Lohner.
Als Jugendlicher war er im Tennissport aktiv und nahm im Jahr 1993 an den Wimbledon Championships im Junioreneinzel teil. Nach seiner Matura im Jahr 1995 am BG&BRG Baden Biondekgasse entschied er sich 1996 für eine Offizierslaufbahn beim Jagdkommando des Österreichischen Bundesheeres und wurde zum Elitesoldaten ausgebildet. Von 2001 bis 2008 war Lumsden Quarterback des österreichischen American-Football-Teams Baden Bruins/Südstadt Rangers in der Austrian Football League.
Im Jahr 2003 schloss er ein Studium der Rechtswissenschaften an der Universität Wien mit dem Mag. iur. und 2005 an der University of California, Berkeley mit dem LL. M. ab. In Berkeley ist er seit 2008 Alumni-Vertreter für Österreich. Im Jahr 2008 promovierte er in Wien zum Dr. iur und absolvierte die Rechtsanwaltsprüfung in Österreich, New York und Washington D.C. Von 2017 bis 2019 folgten zwei weitere Masterstudien an der Stanford University, eines an der Stanford Graduate School of Business mit Schwerpunkt Wirtschaft und einmal mit Fokus auf Economics & Policy, Bitcoins und Kryptowährungen bei der Stanford-Professorin und Ökonomin Susan Athey. Zu seinen Mentoren zählen die ehemalige US-Außenministerin und Stanford-Professorin Condoleezza Rice, der Politikwissenschaftler Francis Fukuyama, der langjährige Google-CEO Eric Schmidt und Arnold Schwarzeneggers ehemaliger Kabinettchef David Crane.

## Berufliche Laufbahn
Nach einer Tätigkeit als Junior-Partner bei Schönherr Rechtsanwälte, bei denen er Mitglied des Teams war, das den Erwerb von Porsche durch Volkswagen betreute, gründete Lumsden im Jahr 2013 die Wirtschaftskanzlei Lumsden and Partners mit Fokus auf Mergers & Acquisitions, Wirtschaftsrecht und Blockchain. Er vertritt als Anwalt Teile der Schwarzenegger-Familie in Europa und in den USA und betreute Sebastian Schwarzenegger für ein Blockchain-Projekt.
Lumsden wurde 2010 zum jüngsten Honorarkonsul von Jamaika in Österreich ernannt. Im Jahre 2011 wurde er im Alter von 34 Jahren in einer Umfrage unter Anwaltskanzleien zum zweitbesten Anwalt in Österreich in der Kategorie Gesellschaftsrecht gewählt. 2014 ernannte ihn der damalige Außenminister Sebastian Kurz zum Integrationsbotschafter, um an Schulen seine Integrationsgeschichte in Bildung, Beruf und Gesellschaft zu erzählen und mit Schülern über Integration und Migration zu diskutieren. Von 2013 bis 2017 war Lumsden Vizepräsident und Anwalt des Österreichischen Tennisverbandes. Von 2015 bis 2019 verteidigte er erfolgreich die Flughafen Wien AG zur Abwehr einer 168-Millionen-Dollar-Klage. Im Juni 2020 startete er eine Initiative zur Förderung benachteiligter Kinder an österreichischen Schulen. Im September 2020 unterstützte seine Wirtschaftskanzlei die Stadt Wien bei der Bereitstellung von Eigenkapital in Höhe von rund 50 bis 70 Millionen Euro, um Wiener Unternehmen in der Corona-Krise zu unterstützen. Im Jahr 2020 trat Lumsden im Rahmen der Präsidentschaftswahl in den Vereinigten Staaten 2020 als Experte im ORF und bei Puls 24 auf. Am Tag der Amtseinführung von Joe Biden war er in der Sendung Wir sind Kaiser zu Gast.
Lumsden ist als Lektor an der Donau-Universität Krems zu den Themen US-Recht sowie Vertragsrecht und Verhandlungsführung tätig. Im Mai 2022 stieg Lumsden als Co-Eigentümer und Investor beim österreichischen American-Football-Team und European League of Football Vertreter Vienna Vikings ein.

## Veröffentlichungen
- Praxisleitfaden zur erfolgreichen Anwaltsprüfung. LexisNexis, Wien 2009, ISBN 978-3-7007-4301-9 (seit der 3. Auflage, 2016: Mein Weg zur erfolgreichen Anwaltsprüfung).